# Дмитриевка (Костанайская область)
Дмитриевка (каз. Дмитриев) — упразднённое село в Фёдоровском районе Костанайской области Казахстана. Ликвидировано в 2009 году. Входило в состав Украинского сельского округа.

## Население
В 1999 году население села составляло 145 человек (77 мужчин и 68 женщин).